# Ancien cimetière de Carlat
L'ancien cimetière de Carlat est situé en France sur la commune de Carlat, en région Auvergne-Rhône-Alpes.

## Historique
L'oratoire, datant du XVIe siècle, se trouve dans l'ancien cimetière de l'église Saint-Avit. Il abrite un autel du XIXe siècle et un calvaire qui semble avoir été ajouté lors de l'inhumation de l'abbé JB Delmas en 1871.

### Protection
Le reposoir est inscrit au titre des monuments historiques par arrêté du 9 octobre 1969.

## Description
De plan carré avec un toit en pavillon soutenu par quatre piliers octogonaux, l'oratoire contient un autel et un tombeau de deux curés. La croix, ornée de sculptures, est surmontée d'un socle monolithique. Des représentations du Christ crucifié, de la Vierge et de Saint-Jean ornent la croix, avec la Vierge douloureuse sculptée sur la face est,.